# Donsol
Donsol è una municipalità di prima classe delle Filippine, situata nella Provincia di Sorsogon, nella regione di Bicol.
Donsol è formata da 51 baranggay:
- Alin
- Awai
- Banban
- Bandi
- Banuang Gurang
- Baras
- Bayawas
- Bororan Barangay (Pob.)
- Cabugao
- Central Barangay 2 (Pob.)
- Cristo
- Dancalan
- De Vera
- Gimagaan
- Girawan
- Gogon
- Gura
- Juan Adre

- Lourdes
- Mabini
- Malapoc
- Malinao
- Market Site Barangay 3 (Pob.)
- New Maguisa
- Ogod (Crossing)
- Old Maguisa
- Orange
- Pangpang
- Parina
- Pawala
- Pinamanaan
- Poso Pob. (Barangay 5)
- Punta Waling-Waling Pob. (Barangay 4)
- Rawis

- San Antonio
- San Isidro
- San Jose
- San Rafael
- San Ramon
- San Vicente
- Santa Cruz
- Sevilla
- Sibago
- Suguian
- Tagbac
- Tinanogan
- Tongdol
- Tres Marias
- Tuba
- Tupas
- Vinisitahan